# Pininfarina
Die Pininfarina S.p.A. ist ein italienisches Designstudio und Karosseriebauunternehmen.

## Geschichte

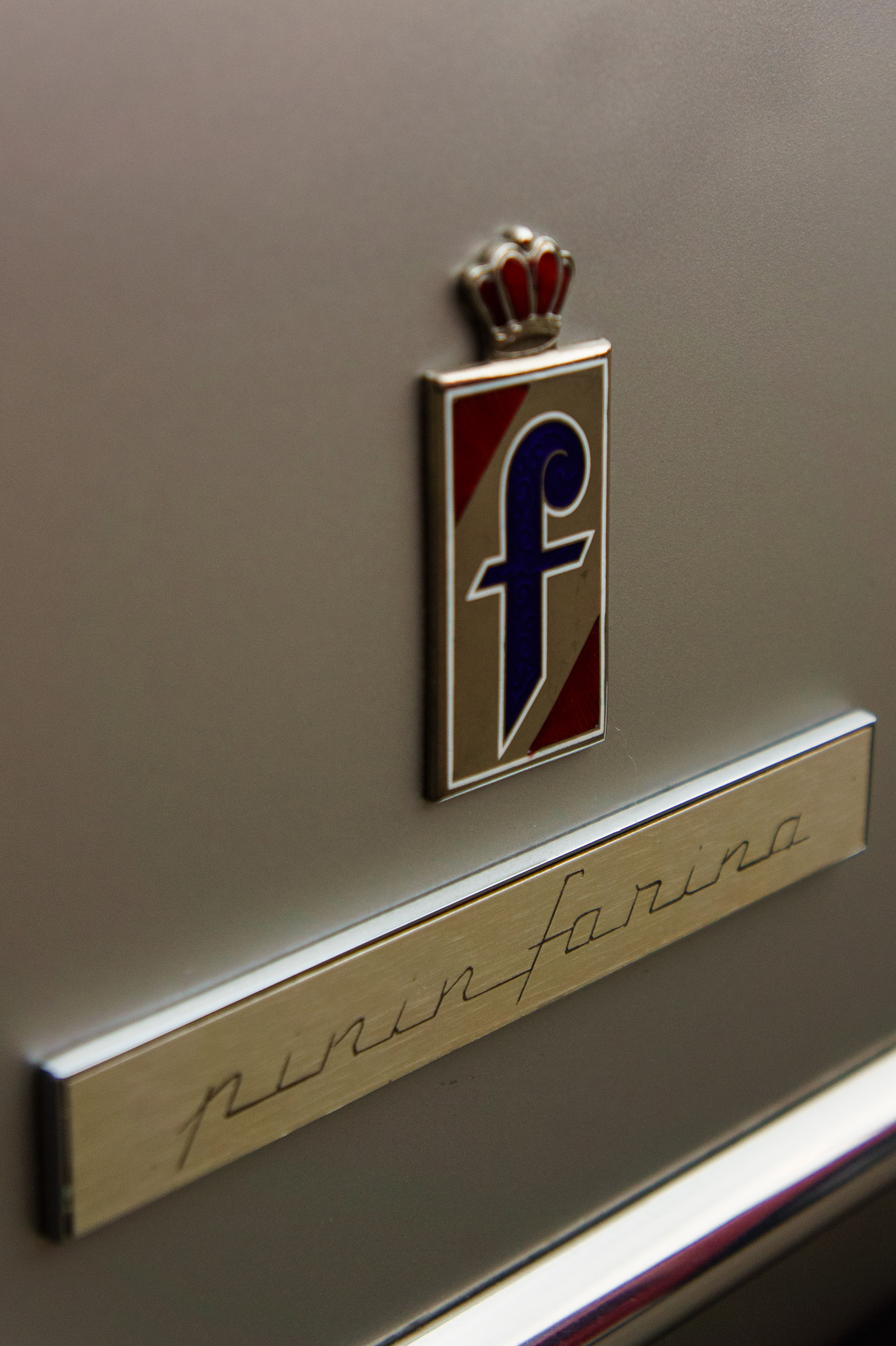
Pininfarina-Logo an einem Ferrari 330 GTC

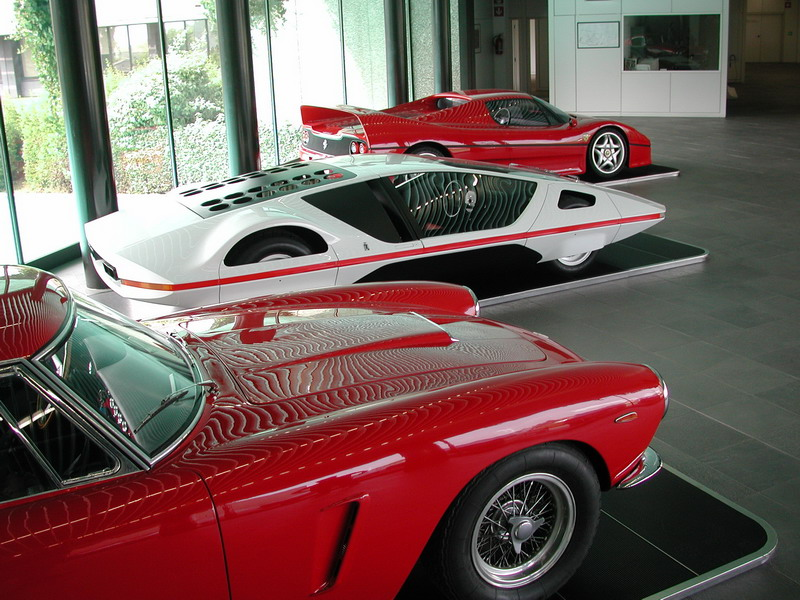
Ferraris im Museum Pininfarina in Turin, in der Mitte der Pininfarina Modulo

Das Unternehmen wurde 1930 als Carrozzeria Pinin Farina von Battista „Pinin“ Farina (1893–1966) gegründet. Battista Farina hatte seit dem Ersten Weltkrieg für den Turiner Karosseriehersteller Stabilimenti Farina gearbeitet, den sein älterer Bruder Giovanni 1906 gegründet hatte. 1930 verließ Battista Farina den wirtschaftlich erfolgreichen Betrieb und gründete den Konkurrenzbetrieb Pinin Farina, der die Räumlichkeiten der in wirtschaftliche Schwierigkeiten geratenen Carrozzeria Casaro übernahm. Pinin Farinas erster Chefdesigner wurde Felice Mario Boano, der diese Funktion zuvor bereits bei Stabilimenti Farina bekleidet hatte.
Pininfarinas Designer entwarfen zahlreiche Fahrzeuge der Marken Alfa Romeo, Ferrari, Fiat, Jaguar, Lancia, Maserati und Peugeot. Nach Battistas Tod führten sein Sohn Sergio (1926–2012) und sein Enkel Andrea (1957–2008) die Firma weiter. Aktuell wird das Unternehmen von Andreas Bruder Paolo (1958–2024) geführt. Im Dezember 2015 erwarb Mahindra die Mehrheit an Pininfarina.
Mit dem Design des Einzelstücks Florida auf der Basis des Lancia Aurelia legte Pininfarina 1955 den Grundstein für ein halbes Jahrhundert automobiler Limousinen-Gestaltung in Europa und den USA. Dazu gehörten auch Modellreihen der British Motor Corporation (Austin A55 Cambridge Mk II, MG Magnette Mk III, Morris Oxford V, Riley 4/68, Wolseley 15/60), die Peugeots 404, 504 Coupé/Cabriolet und 505 sowie die Fiat-Serien 1800, 2100 und 2300.
Viele Einzelanfertigungen auf der Basis von Lancia- und Ferrari-Modellen waren die Attraktionen auf den internationalen Automobilmessen und festigten den weltweiten Ruhm des Designers. Eine besondere Beziehung pflegte Pininfarina auch zu Cadillac. Für diese Marke wurden 1958–1960 der Cadillac Eldorado Brougham und 1988–1993 der Cadillac Allanté auch in der eigenen Produktionsanlage gefertigt.
Heutzutage sieht sich Pininfarina als Design- und Ingenieursdienstleister für die gesamte Automobilindustrie. Neben dem Entwurf von Fahrzeugen, der Ableitung von Karosserievarianten wie Cabriolets, Kombis oder Coupés bietet Pininfarina Unterstützung bei der Vorbereitung der Karosseriefertigung und fertigt kleine und mittlere Serien.
Nach dem Ausstieg des Renault-Konzerns aus Matra erwarb Pininfarina 2004 die Entwicklungsabteilung, die 2009 an Segula Technologies verkauft wurde.
Im Dezember 2015 wurde bekannt, dass Pininfarina schon viele Jahre lang auf der Suche nach einem finanzkräftigen Partner war und zu diesem Zeitpunkt mit dem indischen Mischkonzern Mahindra einen solchen gefunden hatte. Für 25,2 Millionen Euro erwarb Mahindra 76 Prozent der Firmenanteile; für weitere acht Millionen Euro will Mahindra in Zukunft auch die restlichen 24 Prozent kaufen.

## Design

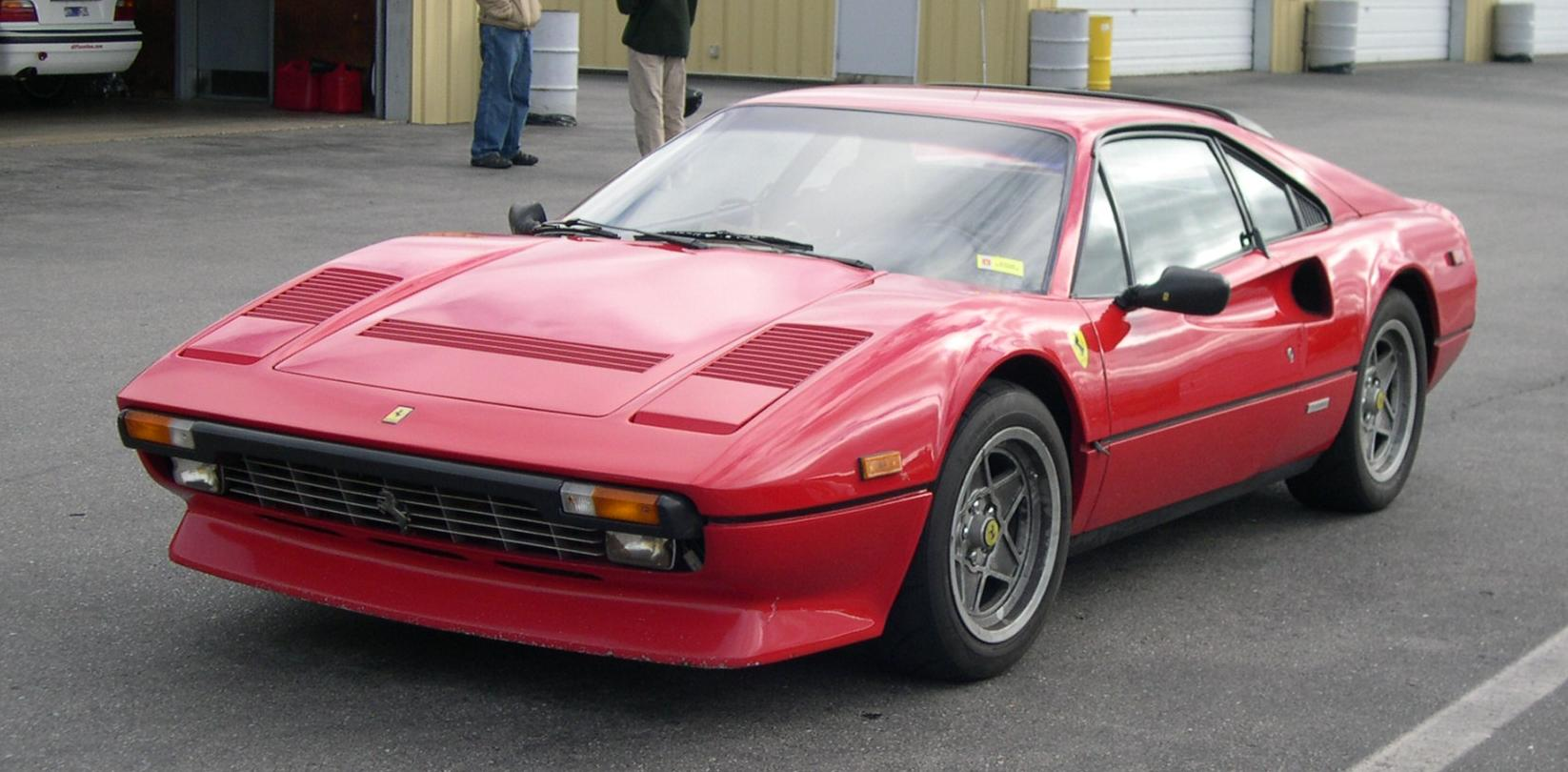
Pininfarina-Design: Ferrari 308 GTB

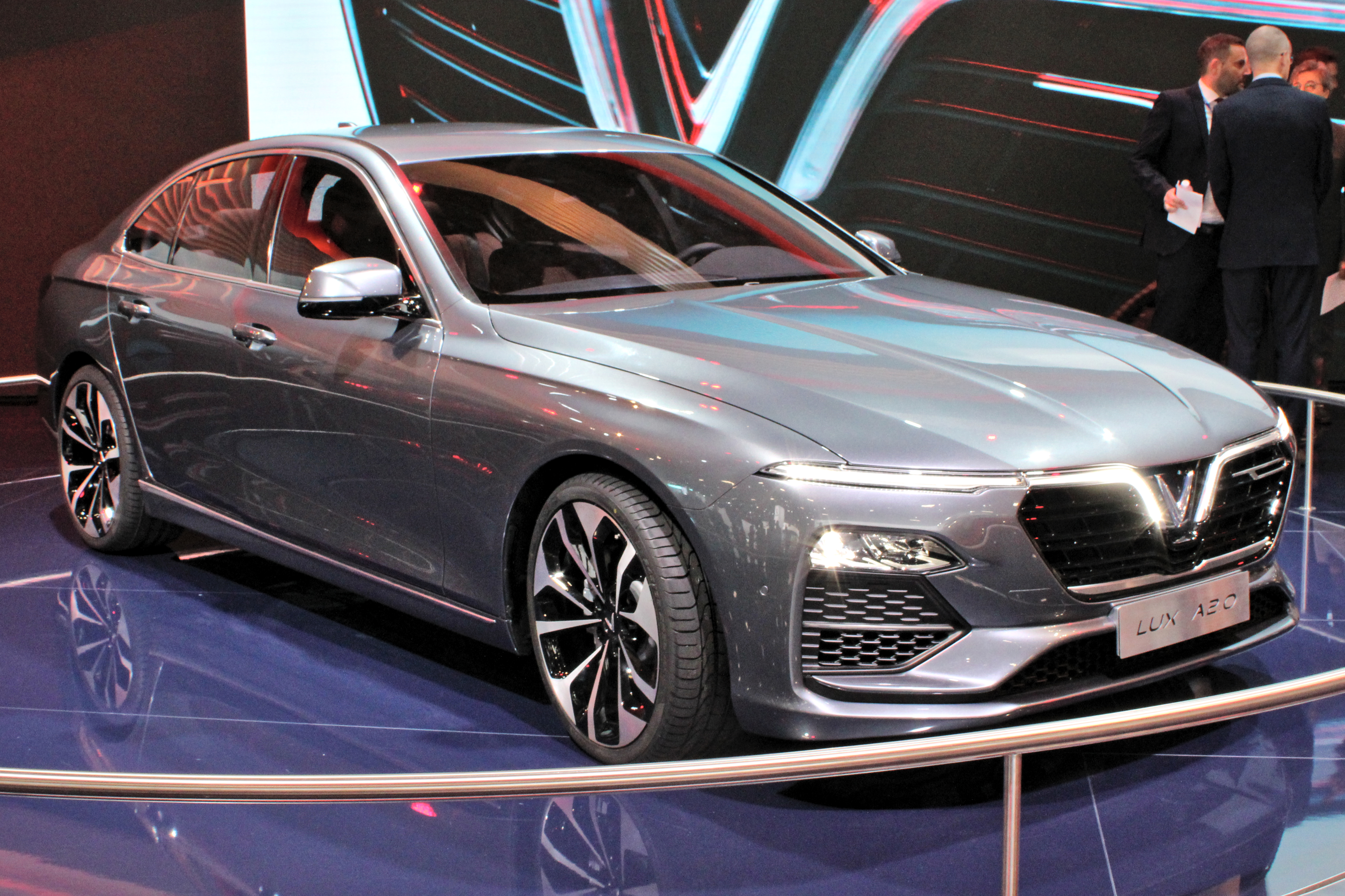
Pininfarina-Design: Vinfast Lux A 2.0

Battista und Sergio Pininfarina gestalteten nur wenige Fahrzeuge vollständig selbst. Sie beschäftigten regelmäßig junge Designer, die – teilweise in betriebsinterner Konkurrenz zueinander – Details und auch ganze Karosserieentwürfe für Pininfarina gestalteten. Zu ihnen gehörten in den 1950er-Jahren Francesco Salomone, Franco Martinengo und Franco Scaglione, später Aldo Brovarone, Tom Tjaarda, Leonardo Fioravanti, Emanuele Nicosia, Paolo Martin, Enrico Fumia und Lowie Vermeesch. Viele von ihnen machten sich nach ihrer Zeit bei Pininfarina mit eigenen Studios selbstständig.
Derzeit befinden sich zahlreiche Fahrzeuge, die von Pininfarina entworfen oder abgewandelt wurden, in Produktion. Darunter Sportwagen von Ferrari, Luxuslimousinen von Maserati, aber auch viele normale Mittelklassefahrzeuge wie der chinesische Brilliance BS6, oder Minivans wie der Hyundai Matrix.
Auch außerhalb der Automobilindustrie hat sich Pininfarina einen Namen gemacht. So wurde im Schienenfahrzeugdesign die Lokomotive SBB Re 460, der InterCity-Neigezug SBB RABDe 500 und der italienische Hochgeschwindigkeitszug ETR 500 entworfen. Die seit 2004 eingesetzten Züge der Straßenbahn Athen sowie das Cobra Tram, welches in Zürich verkehrt, wurden ebenfalls von Pininfarina gezeichnet. Im Jahr 2006 entwarf Pininfarina das Elektrokleinkraftrad eSolex und ein Computergehäuse für Spire Design.
Der futuristische Kontrolltower des neuen Flughafens Istanbul wurde von Pininfarina in Kooperation mit der US-amerikanischen AECOM entworfen.

## Produktion
Pininfarina baut im eigenen Werk auch Fahrzeuge in kleinen und mittleren Serien. Eine Produktion in erheblichem Umfang stellte sich ab 1956 ein, als 1706 Fahrzeuge das Werk verließen. Ende der 1970er Jahre betrug die Jahreskapazität rund 25.000 Fahrzeuge, die mit einer Belegschaft von rund 2100 Personen auf dem 151.000 m² großen Werksgelände produziert wurden. Zu den Erzeugnissen zählten beispielsweise Alfa Romeo Spider, Lancia Gamma Coupé, Ferrari 400, Fiat 124 Spider (der zeitweise unter der Marke Pininfarina als Spidereuropa angeboten wurde), diverse Cabriolets für Peugeot oder der Mitsubishi Pajero Pinin. Seit 2007 wird im Turiner Pininfarina-Werk unter anderem das erste Cabrio von Ford mit einem klappbaren Hardtop montiert, das Ford Focus Coupe-Cabriolet. Für verschiedene Fahrzeuge stellt Pininfarina das Dachmodul her.

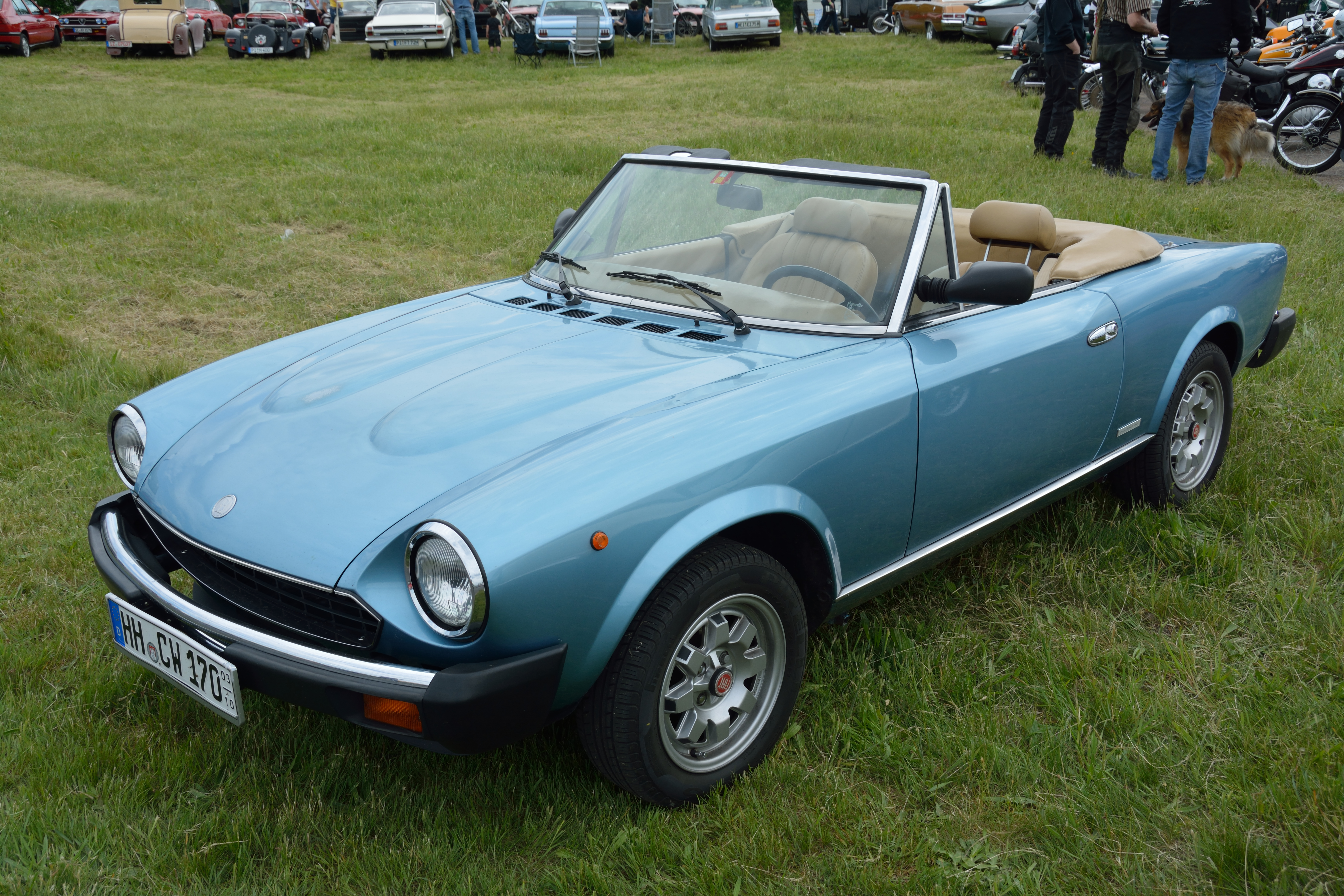
Pininfarina 124 Spidereuropa (DS) ab 1982

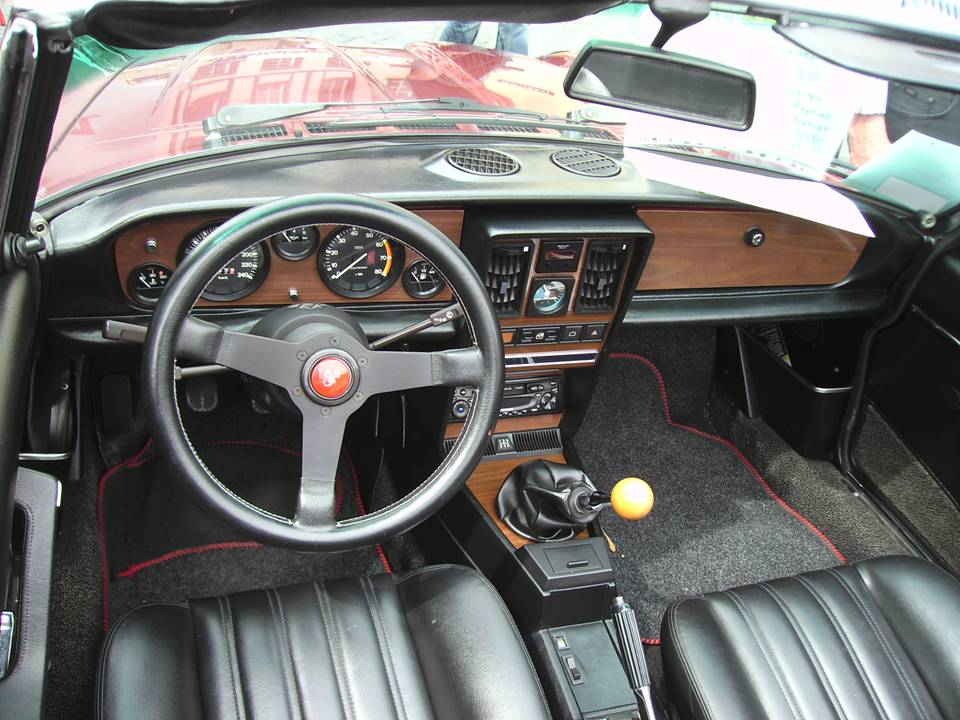
Cockpit des Pininfarina Volumex (1985)

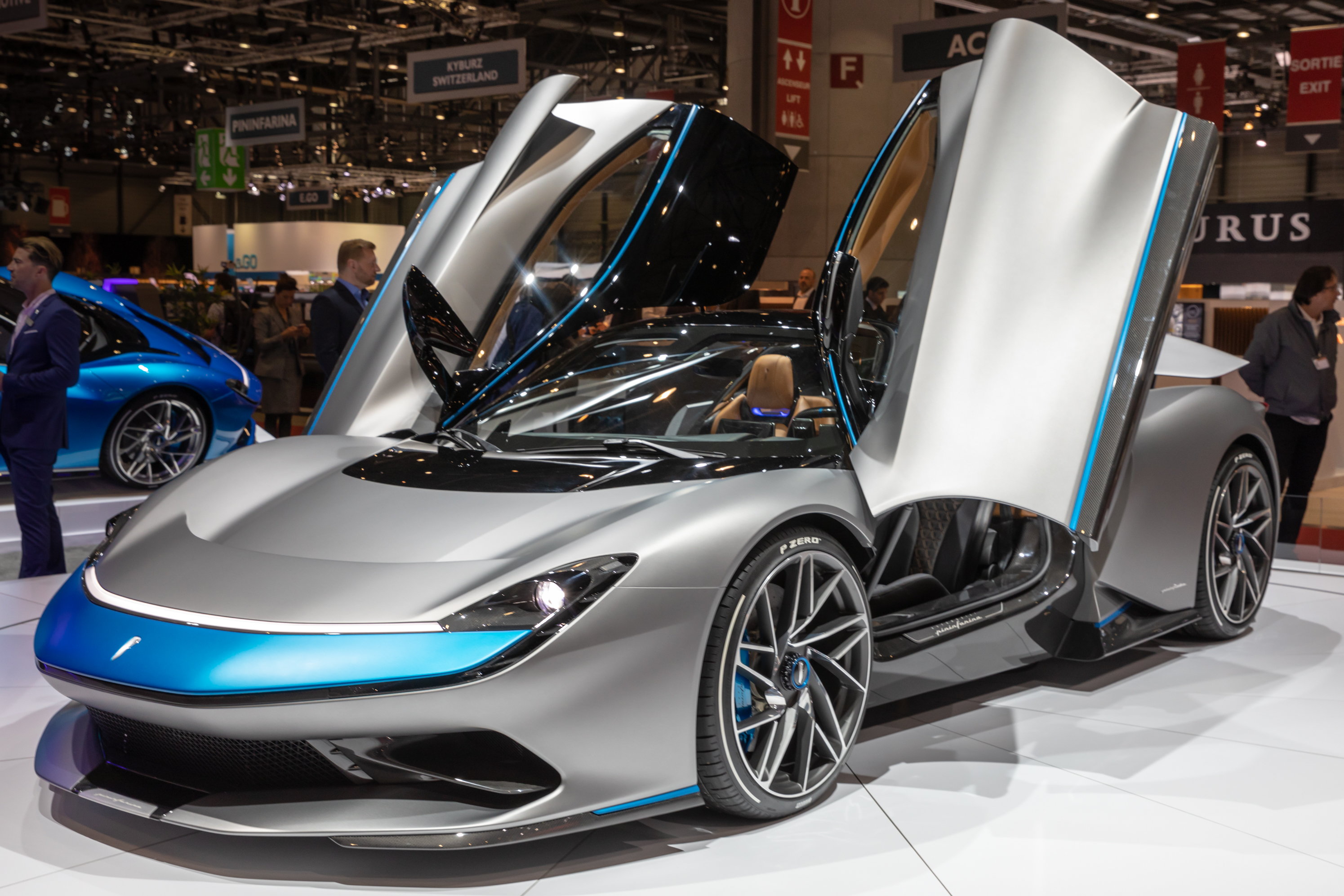
Pininfarina Battista (2019)

Das Unternehmen stellte auch in Eigenregie den Volumex, ein elegantes Sportcabriolet, her. Er wurde in den 1980er-Jahren weltweit in lediglich 500 Exemplaren gebaut. Der Volumex war mit einem Kompressormotor ausgestattet, der bei zwei Litern Hubraum 135 PS leistete.

## Projekte (Auswahl)
- Abarth 750[7]
- Alfa Romeo Duetto
- Alfa Romeo Spider
- Alfa Romeo 164
- BMW Gran Lusso Coupé (2013)
- Chevrolet Nubira
- Ferrari Dino 246 (1969–1974)
- Ferrari F40 (1987–1992)
- Ferrari 512 TR (1991–1994)
- Ferrari P4/5 Pinifarina (2006)
- Ferrari California (2008)
- Fiat 124 bis 1985
- Fiat Coupé (bis 2000)
- Ford Focus CC (2006)
- Ford Streetka (bis Juli 2005)
- Hyundai Matrix (2002)

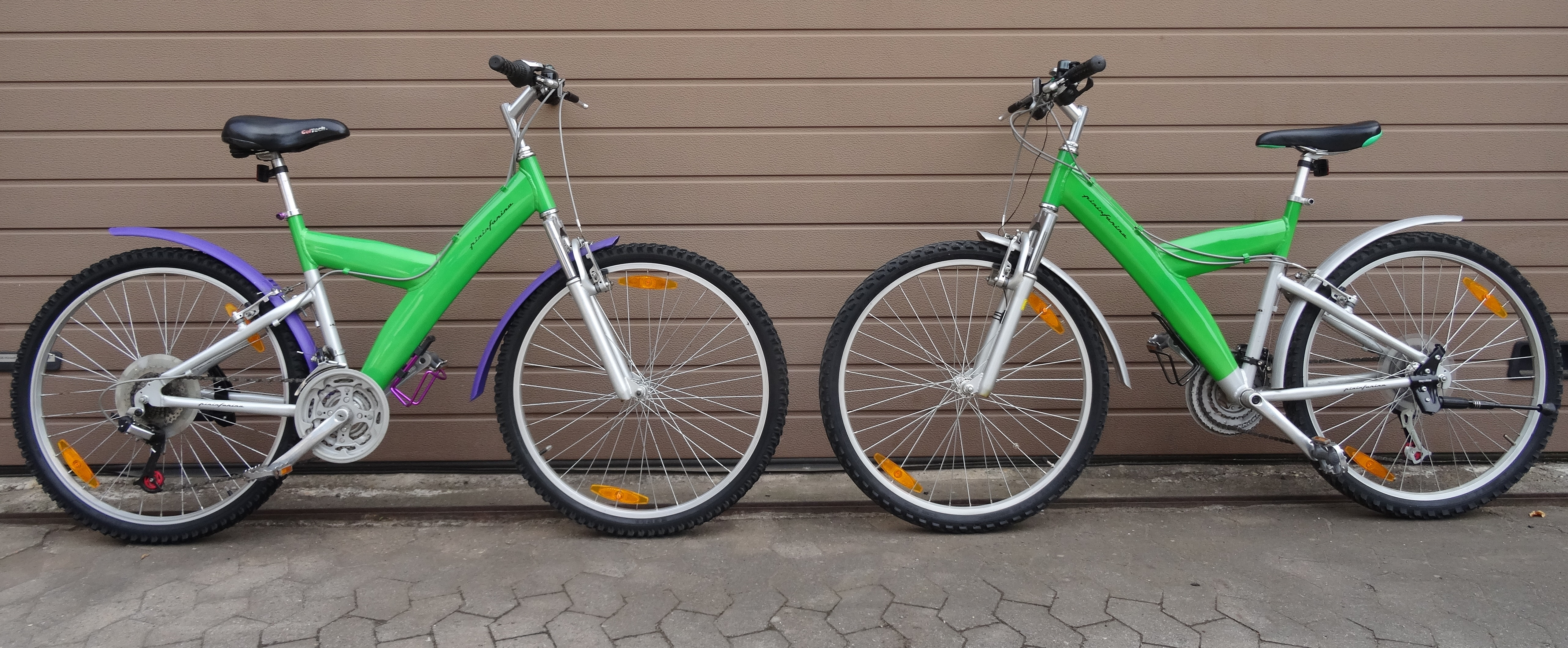
Unter dem Namen Pininfarina wurden auch Mountainbikes vermarktet, die von der Firma Senan aus Hongkong hergestellt wurden

- Lancia Beta Montecarlo (1975 bis 1981)
- Lancia Gamma (1976 bis 1984)
- Lancia Thema SW (1986 bis 1994)
- Lancia Kappa SW (1996 bis 2000)
- Maserati Quattroporte V
- Maserati GranTurismo
- Mercedes-AMG PureSpeed
- Mitsubishi Colt CZC
- Mitsubishi Lancer Limousine (2007 bis 2017)
- Mitsubishi Pajero Pinin
- Peugeot 1007 (2005 bis 2009)[8]
- Peugeot 104
- Peugeot 205 Cabriolet (bis 1998)
- Peugeot 306 Cabriolet (bis 2001)
- Peugeot 404
- Peugeot 406 Coupé (bis 2004)
- Peugeot 504
- Peugeot 605
- Pininfarina Battista (2020 bis 2025)
- Pininfarina B95
- Renault Espace
- TOGG (2020-202x)[9][10]
- Vinfast Lux A 2.0
- Vinfast Lux SA 2.0
- Volvo C70 CC